# SBC岡谷諏訪ラジオ中継局
SBC岡谷諏訪ラジオ中継局（エスビーシーおかやすわラジオちゅうけいきょく）は、長野県岡谷市にある信越放送の中波放送中継局である。

## 概要
- 当中継局は、岡谷市南宮3丁目3番17号に置かれ諏訪地方の広範囲に電波を発射している。
- なお、SBCのテレビ中継局については岡谷諏訪中継局を、NHK長野放送局のラジオ中継局についてはNHK岡谷諏訪ラジオ中継放送所をそれぞれ参照の事。

## 送信施設概要
| 放送局名    | コールサイン | 周波数  | 空中線電力 | 放送対象地域 | 放送区域内世帯数 |
| SBC信越放送 | JOSE         | 1197kHz | 100W       | 長野県       | 約7万世帯        |